# Sander Øverjordet
Sander Andreassen Øverjordet, más conocido como Sander Øverjordet, (Oslo, 8 de abril de 1996) es un jugador de balonmano noruego que juega de central en el HC Erlangen. Es internacional con la selección de balonmano de Noruega.
Su primer gran campeonato con la selección fue el Campeonato Europeo de Balonmano Masculino de 2020, en el que su selección logró, además, la medalla de bronce.

## Clubes
| Club           | País      | Año         |
| -------------- | --------- | ----------- |
| Vålerengens IF | Noruega   | 2013        |
| Haslum HK      | Noruega   | 2013 - 2020 |
| Mors-Thy HB    | Dinamarca | 2020 - 2022 |
| KIF Kolding    | Dinamarca | 2022 - 2024 |
| HC Erlangen    | Alemania  | 2024 - Act. |